# Castillo de Montehano
El conocido como castillo de Montehano es realmente una torre medieval fortificada rodeada de una cerca de piedra de 41x20 m. con cuatro torreones ciegos rematando sus esquinas y, antiguamente, puerta ojival, declarado monumento en 1993, que se erguía, pues hoy está completamente en ruinas, sobre la cima del monte Hano (186 m, junto al mar Cantábrico), dominando las marismas de Santoña y Escalante.
Fue encargado por los señores de Haro y Vizcaya para proteger su feudo, seguramente al arquitecto Diego López de Haro el Segundo, entre 1243 y 1254. Se encuentra abandonado desde el siglo XVI.
El enclave volvió a utilizarse como fortaleza durante la Guerra de los Treinta Años y la guerra civil española, aunque probablemente también fue usado en la Guerra de independencia. De la propia Guerra Civil quedan restos de búnkeres y trincheras cerca de la cima del monte.
Tiene la peculiaridad de ser el primer castillo en ruinas que ha conseguido la catalogación de Bien de Interés Cultural.
- Datos: Q2879245